# Kerivoula cuprosa
Kerivoula cuprosa — вид рукокрилих родини Лиликові (Vespertilionidae).

## Поширення
Країни поширення: Камерун, Демократична Республіка Конго, Кот-д'Івуар, Гвінея, Кенія, Ліберія. Висота мешкання: до 600 м над рівнем моря. Є одним з видів вологих тропічних лісах низовини, сухих тропічних лісів, болітних лісів. 

## Загрози та охорона
Загрози для цього виду не відомі. Неясно, чи цей вид присутній у котрійсь із природоохоронних територій.